# 梅尔茨韦勒
梅尔茨韦勒是德国莱茵兰-普法尔茨州的一个市镇。总面积2.27平方公里，总人口199人，其中男性95人，女性104人（2011年12月31日），人口密度88人/平方公里。